# Kinokawa
Kinokawa (紀の川市, Kinokawa-shi) és una ciutat de la prefectura de Wakayama, al Japó.
El febrer de 2016 tenia una població estimada de 65.160 habitants. Té una àrea total de 228,24 km².

## Geografia
Kinokawa està situada al centre-oest de la prefectura de Wakayama, envoltada completament per altres municipis de la prefectura. Rep el nom del riu Kinokawa que creua la ciutat d'est a oest.

## Història
L'actual ciutat de Kinokawa fou establerta l'11 de novembre de 2005 com a resultat de la fusió dels pobles de Kishigawa, Kokawa, Momoyama, Naga i Uchita (tots del districte de Naga).